# Home (álbum de Dixie Chicks)
Home é o sexto álbum de estúdio da banda Dixie Chicks, lançado no dia 27 de Agosto de 2002. Este álbum está na lista dos 200 álbuns definitivos no Rock and Roll Hall of Fame.

## Faixas
1. "Long Time Gone" (Darrell Scott) – 4:10
2. "Landslide" (Stevie Nicks) – 3:50
3. "Travelin' Soldier" (Bruce Robison) – 5:43
4. "Truth No. 2" (Patty Griffin) – 4:28
5. "White Trash Wedding" (Martie Maguire, Natalie Maines, Emily Robison) – 2:21
6. "A Home" (Maia Sharp, Randy Sharp) – 4:56
7. "More Love" (Gary Nicholson, Tim O'Brien) – 5:07
8. "I Believe in Love" (Maguire, Maines, Marty Stuart) – 4:14
9. "Tortured, Tangled Hearts" (Maguire, Maines, Stuart) – 3:40
10. "Lil' Jack Slade" (Terri Hendrix, Maguire, Lloyd Maines, E. Robison) – 2:23
11. "Godspeed (Sweet Dreams)" (Radney Foster) – 4:42
12. "Top of the World" (Patty Griffin) – 6:01
13. "Landslide (Sheryl Crow Remix)"  – 3:46  (Estados Unidos Deluxe Edition) (Holanda Edição DVD Bônus)
14. "Travelin' Soldier (Re-Recorded Version)" – 5:09 (Holanda Edição DVD Bônus)
15. "Top Of The World (The Greg Collins Remix) – 5:57 (Holanda Edição DVD Bônus)